# نقاش (دهستان)
 نقاش  نام دهستانی است در پایهٔ کوه (جبل عیال یزید)، در شمالی عمران، در عزلهٔ (بنی نقاشی)، از توابع استان عَمران در کشور یمن در شبه جزیره عربستان. 

## جمعیت
جمعیت آن ۱۲۷۸ نفر (۲۷ خانوار) می‌باشد.
یکی از جنگهای مشهور که در بین یمنیها به یوم نقاش، معروف است در این دهستان اتفاق افتاده‌است، این جنگ بین عبدالحمید المنشاب و امام الناصر احمد بن الهادی در اواخر قرن چهارم هجری قمری رخ داده‌است. 

## منبع
- المقحفی، ابراهیم، احمد ، (مُعجَم المُدُن وَالقَبائِل الیَمَنِیَة) ، منشورات دار الحکمة، صنعاء، چاپ پنجم، وانتشار سال ۱۹۸۵ میلادی به (عربی).